# Битва при Алам-ель-Халфі
Битва при Алам-ель-Халфі (англ. Battle of Alam el Halfa) — битва, що відбулася з 30 серпня по 5 вересня 1942 року на південь від Ель-Аламейн під час Північноафриканської кампанії між військами 8-ї британської армії під командуванням генерала Бернарда Монтгомері та проти Німецько-італійської танкової армії генерал-фельдмаршала Ервіна Роммеля.
У пустелі Роммель планував поразку британської армії. Монтгомері був заздалегідь попереджений ультра розвідкою про наміри Роммеля. Війська Монтгомері навмисно залишили передній розрив у Південному секторі, знаючи, що Роммель планує напасти там і розгорнути більшу частину його броні і артилерії навколо Алам Ель Халфійського хребта.